# Bing (Unternehmen)

Bing-Markenzeichen der Jahre 1924 bis 1933

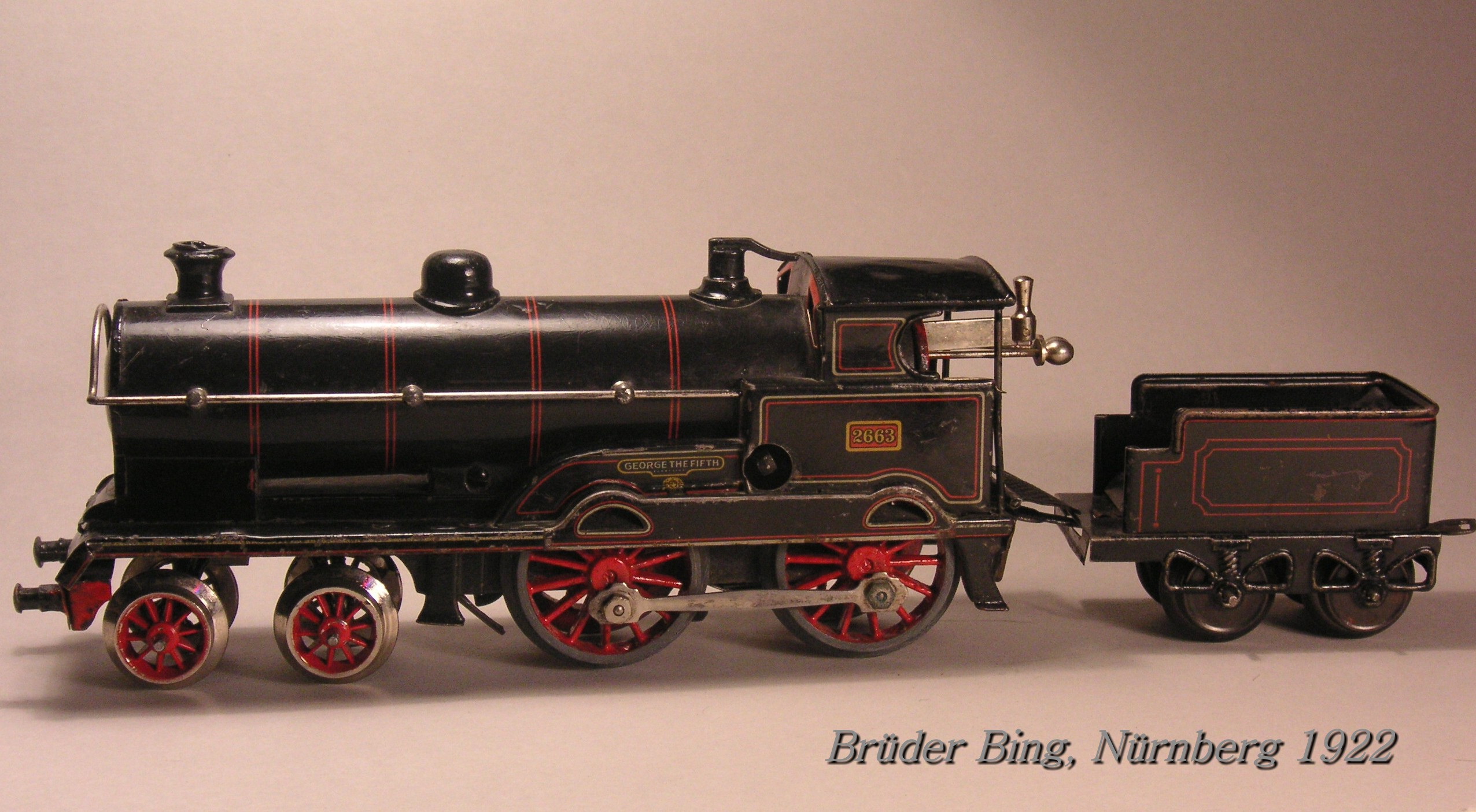
Gebrüder Bing, Uhrwerk-Lok Spur 0, George the Fifth, ca. 1922. Tender nicht original

Bing war eine deutsche Unternehmensgruppe, die 1866 von den Brüdern Adolf Bing (1842–1915) und Ignaz Bing (1840–1918) als Großhandlung für Haushaltswaren und Blechspielzeug in Nürnberg gegründet wurde. In den Jahren vor dem Ersten Weltkrieg wurde das Sortiment durch Badeöfen und Badeartikel erweitert.

## Geschichte

Ignaz Bing

Zunächst beschränkten sich die Gebrüder Bing auf den Großhandel, bevor sie 1879 mit der Produktion begannen. 1885 beschäftigte das Unternehmen bereits 500 Mitarbeiter. Zehn Jahre später wurde es in eine Aktiengesellschaft umgewandelt. Es gab in ganz Deutschland und auch im Ausland zahlreiche Niederlassungen. Vor dem Ersten Weltkrieg bezeichnete sich Bing als „größte Spielwarenfabrik der Welt“. Zu dieser Zeit hatte das Unternehmen insgesamt über 4000 Beschäftigte. Das bis heute erhaltene Fabrikgebäude in Nürnberg belegt einen ganzen Block zwischen Vorderer Cramergasse, Stephan-, Burger- und Kupferstraße, ist für Bahnreisende eine unübersehbare Landmarke an der östlichen Zufahrt zum Hauptbahnhof und beherbergt inzwischen die Diehl-Hauptverwaltung.
Während des Ersten Weltkrieges war das sehr exportorientierte Bing-Unternehmen sehr von den Handelsbeschränkungen betroffen. Deshalb wurde 1917 die Tochtergesellschaft Concentra für den Vertrieb gegründet, mit der der zukünftige Absatz im Ausland vorbereitet werden sollte. Für die Concentra wurde 1919–1920 in der Messestadt Leipzig ein modernes Geschäftshaus durch den Architekten Otto Droge errichtet.
Ignaz Bing starb 1918, sein Sohn Stephan Bing führte das Unternehmen bis 1927 weiter. 1919 wurde das Unternehmen zur Bing-Werke AG umfirmiert. In den 1920er-Jahren kamen neue Geschäftsbereiche hinzu, das Unternehmen wurde aufgegliedert. Im Zuge der Weltwirtschaftskrise von 1929 folgten erhebliche Finanzierungsengpässe. 1932 musste schließlich die Spielzeugproduktion eingestellt werden, um andere Konzernteile zu retten. Im gleichen Jahr kam es zum Zwangsvergleich und damit zum Ausverkauf des Unternehmens Bing. Die Nürnberger Spielwarenhersteller Karl Bub und Kraus erwarben Maschinen, Werkzeuge und fertige Teile der Bing-Eisenbahn, die von 1932 bis 1937 als Karl Bub Miniatur Eisenbahn weiter vertrieben wurde.
Andere Teile der Bing-Werke wurden von Fritz Hintermayr erworben, der von 1932 bis 1945 Sättel, Werkzeugtaschen für Motorräder und Gasboiler in den Bing-Werken herstellen ließ. Seit 1937 werden dort BING-Vergaser hergestellt. Die Fritz Hintermayr GmbH Bing-Vergaser-Fabrik wurde 2001 in Bing Power Systems GmbH umbenannt.
Der Markenname Bing wurde 2010 vom Modellauto-Hersteller Brekina für Modelle im Maßstab 1:43 wiederbelebt.

## Produkte

### Blech- und Lackierwaren
Der Name Fabrik für Haus- und Küchengeräte, Spielwaren, emaillierte Waren, Badeöfen, Eisschränke, Schreibmaschinen beschreibt die Tätigkeitsfelder des Unternehmens. Der Schwerpunkt der Produktion lag auf Haushaltswaren aus emailliertem Blech (Kochtöpfe, Schüsseln). Im Ersten Weltkrieg wurde das Militär mit Feldgeschirr, Helmen und Tornistern beliefert.

### Spielzeugpuppen
Das Unternehmen stellte eine große Palette an Spielwaren her, u. a. Puppen. Ganz offen kopierte man die beliebten Modelle von Käthe Kruse und verkaufte sie auch unter der Bezeichnung Imitation der Käthe-Kruse-Puppen. Das wollte Käthe Kruse allerdings nicht hinnehmen, sie klagte und gewann im Jahr 1925 den Prozess.

### Blechspielzeug und Spielzeugeisenbahnen
Zum Blechspielzeug gehörten unter anderem die Modelleisenbahnen der Spur I, 0 und 00. Bei den großen Modelleisenbahnen mit der Spur I und der Spur 0 hatte Bing lange Zeit einen großen Marktanteil und gehörte bis zum Ende der Produktion am 24. August 1932 neben Märklin zu den führenden deutschen Herstellern.
Das Unternehmen fertigte große Auflagen von Modelleisenbahnen für den Export, insbesondere als Auftragsproduktion für das englische Unternehmen Bassett-Lowke.

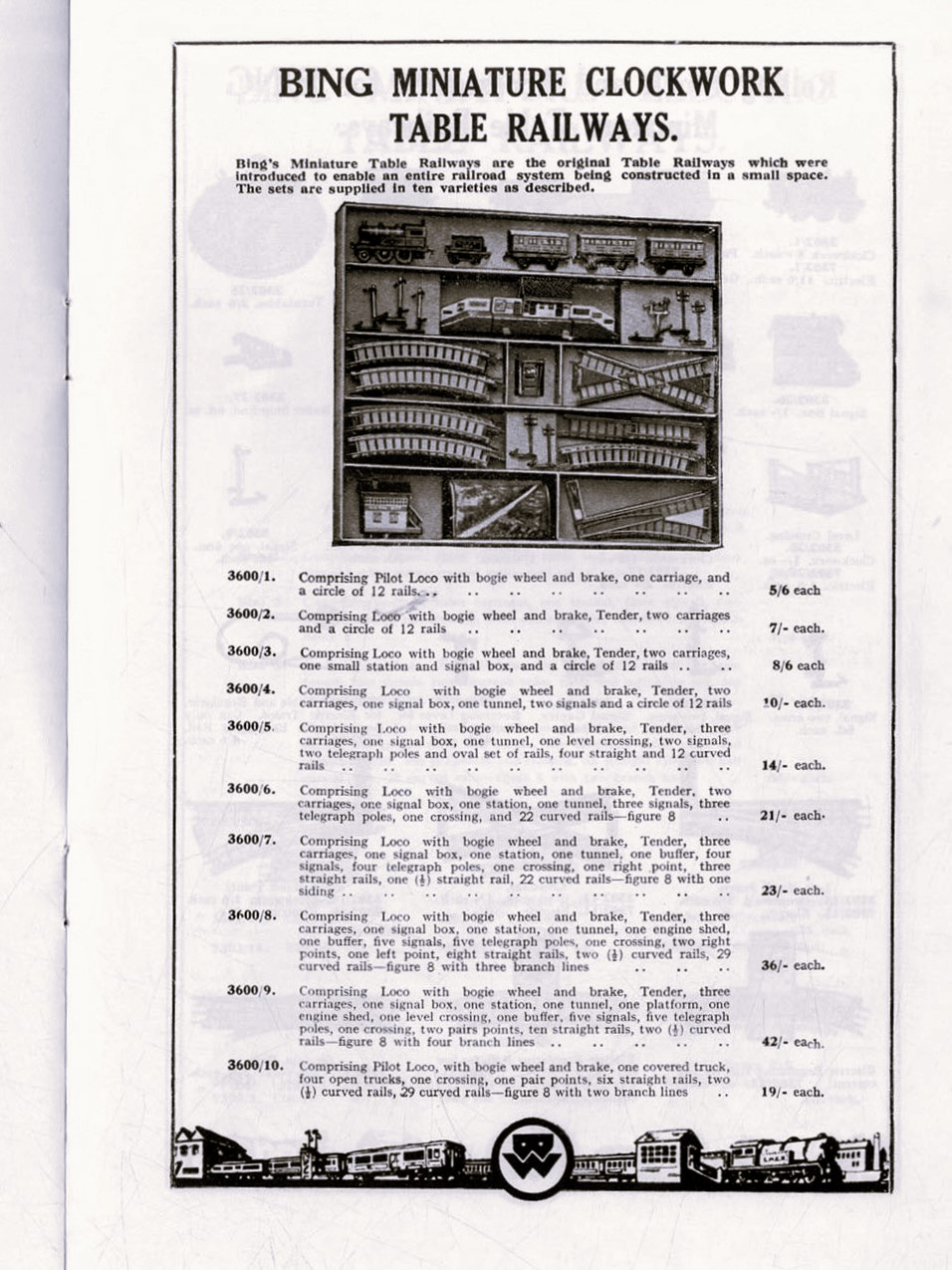
BING Uhrwerk Tisch-Modelleisenbahn im Britischen Katalog von 1926

Die Bing-Tischeisenbahn, eine Modelleisenbahn in der halben Größe einer Modelleisenbahn der Spur 0, mit einer Spurweite von 16,0 mm wurde noch für das Weihnachtsgeschäft 1922 auf den Markt gebracht. Sie wurde unter diesem Namen bis 1932 produziert und kann als direkter Vorläufer der ab 1935 verkauften Modelleisenbahn TRIX Express angesehen werden. Dies ist kein Zufall, schließlich wechselte der Inhaber und Konstrukteur Stephan Bing 1932 von Bing zu Trix und brachte dort seine Ideen zur Entwicklung einer für die damalige Zeit hochmodernen Modelleisenbahn ein. Die Bezeichnung der Spur 00, die sich später auch zur Spur H0 weiterentwickelte, wurde aber erst ab 1935 für TRIX Express verwendet.

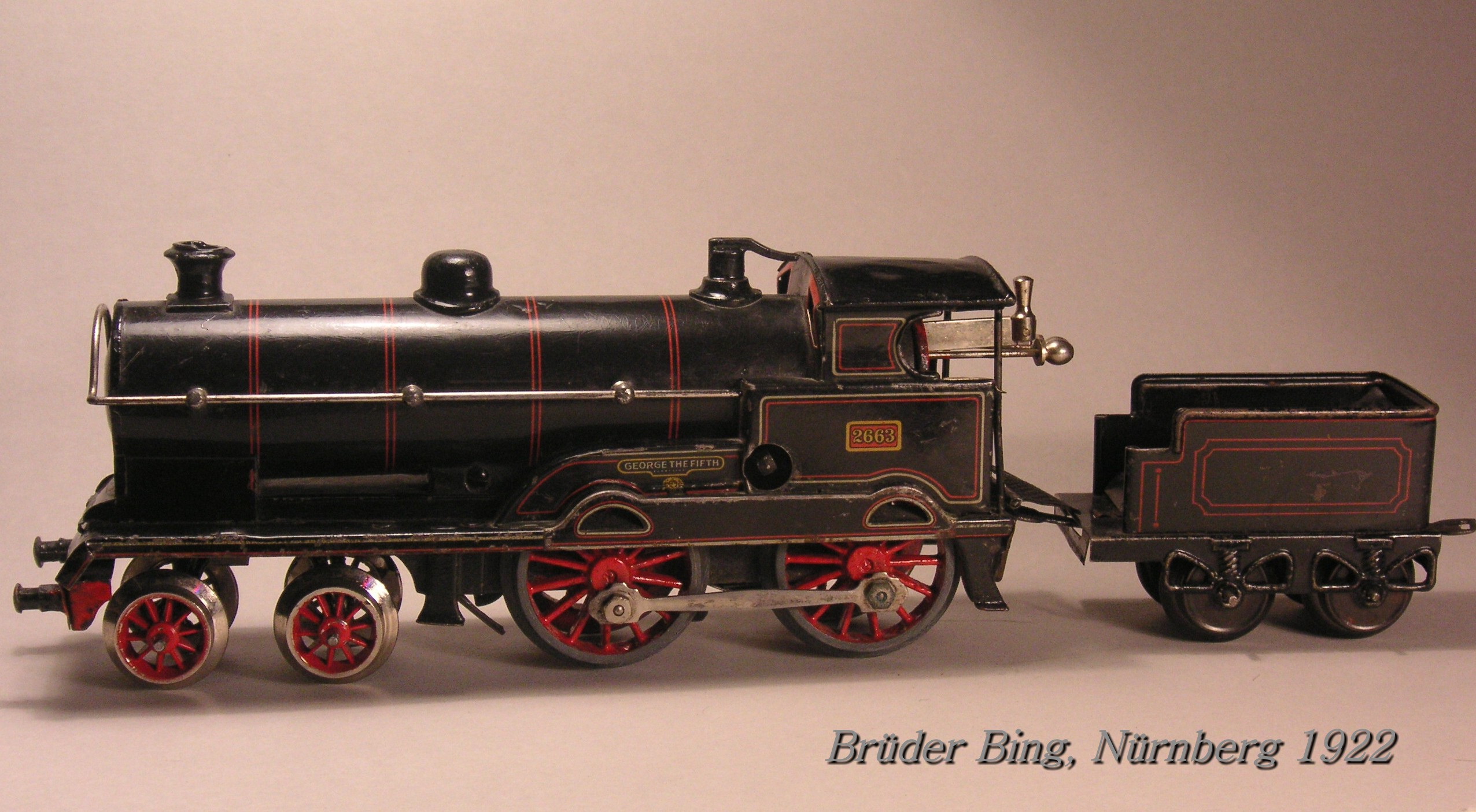
Gebrüder Bing, Uhrwerk-Lok Spur 0, George the Fifth, ca. 1922. Tender nicht original
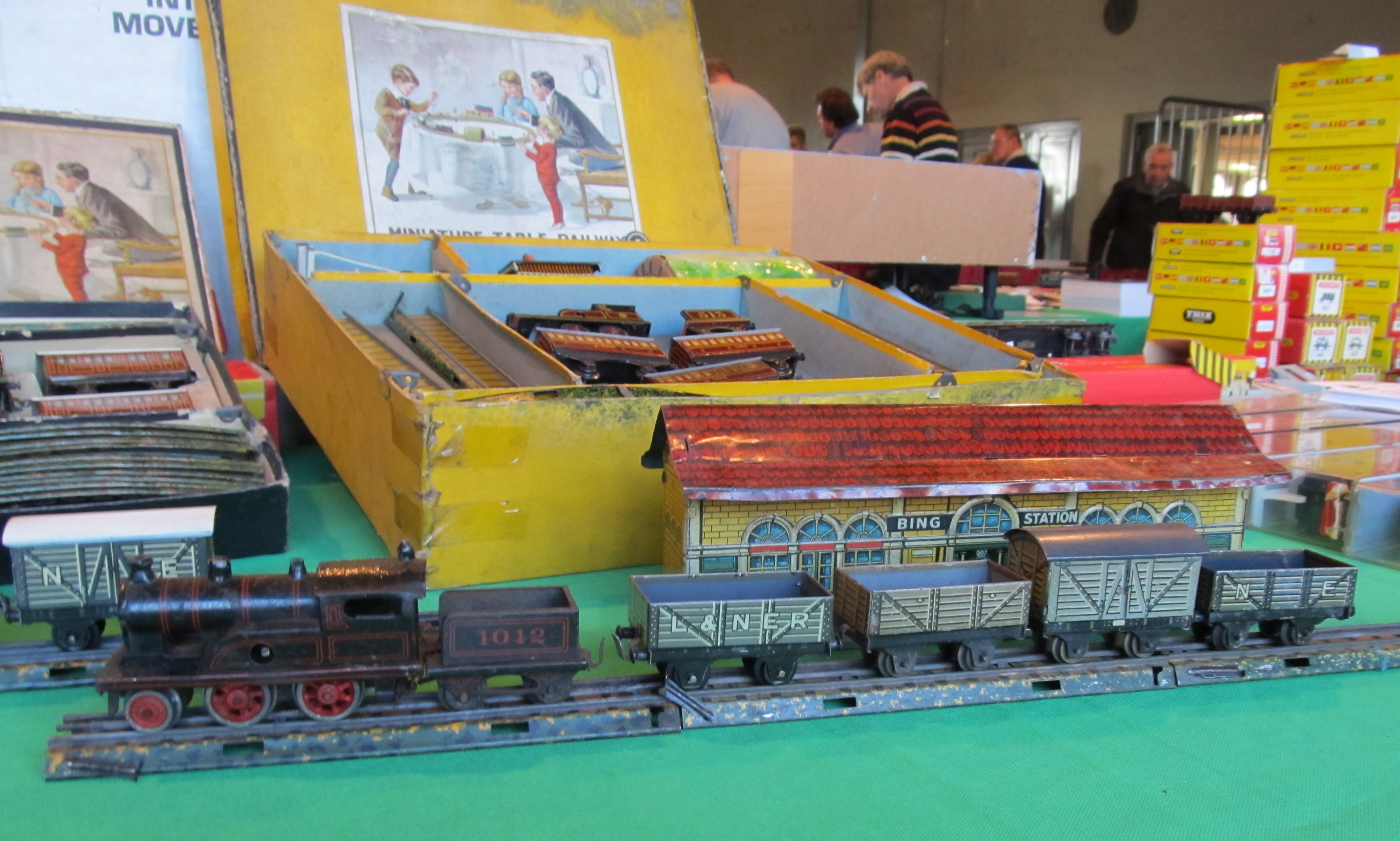
Bing-Tischeisenbahn, Güterzug nach englischen Vorbildern, um 1925
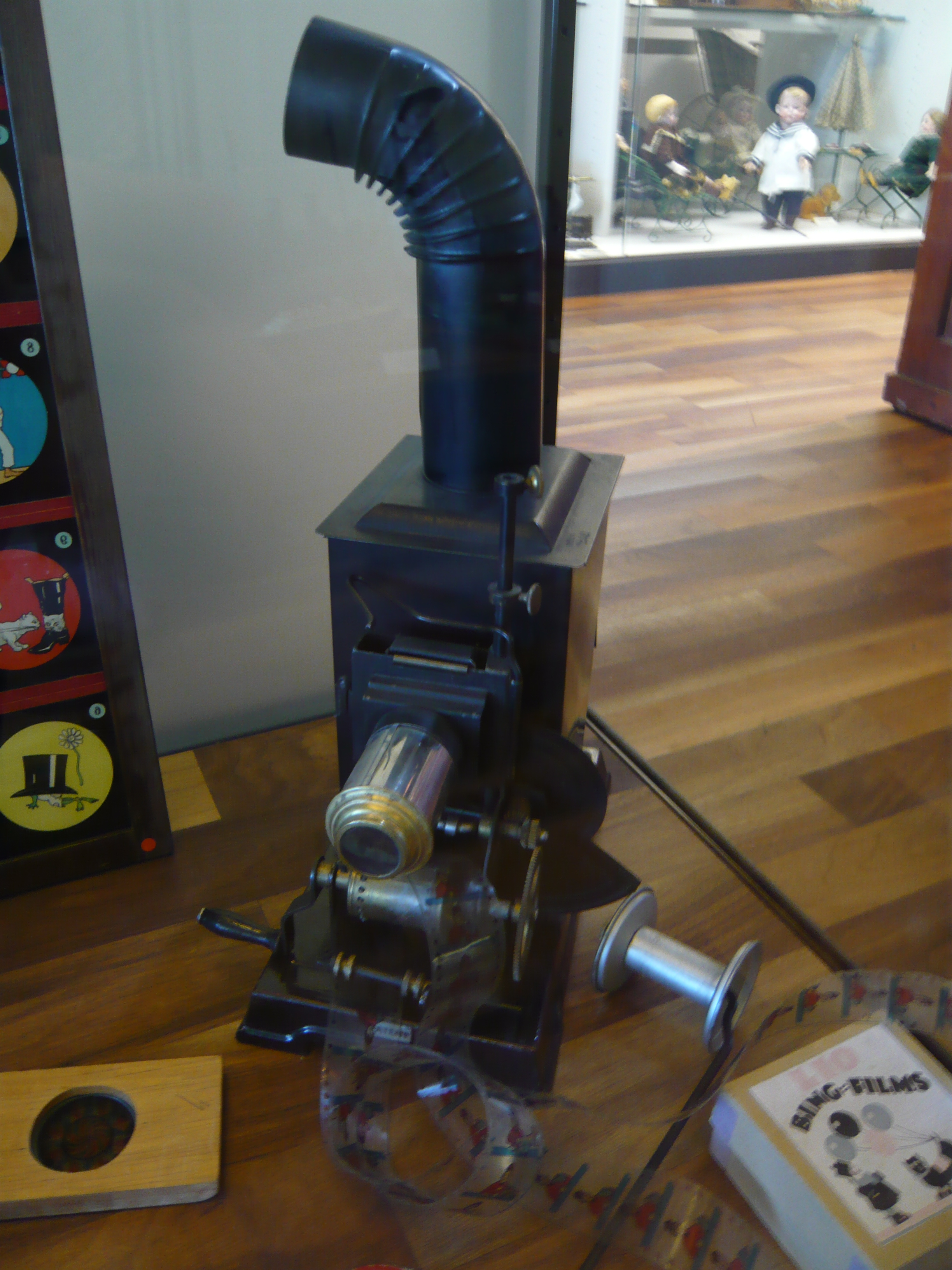
Kombination aus Cinématographe und Laterna magica, 1912
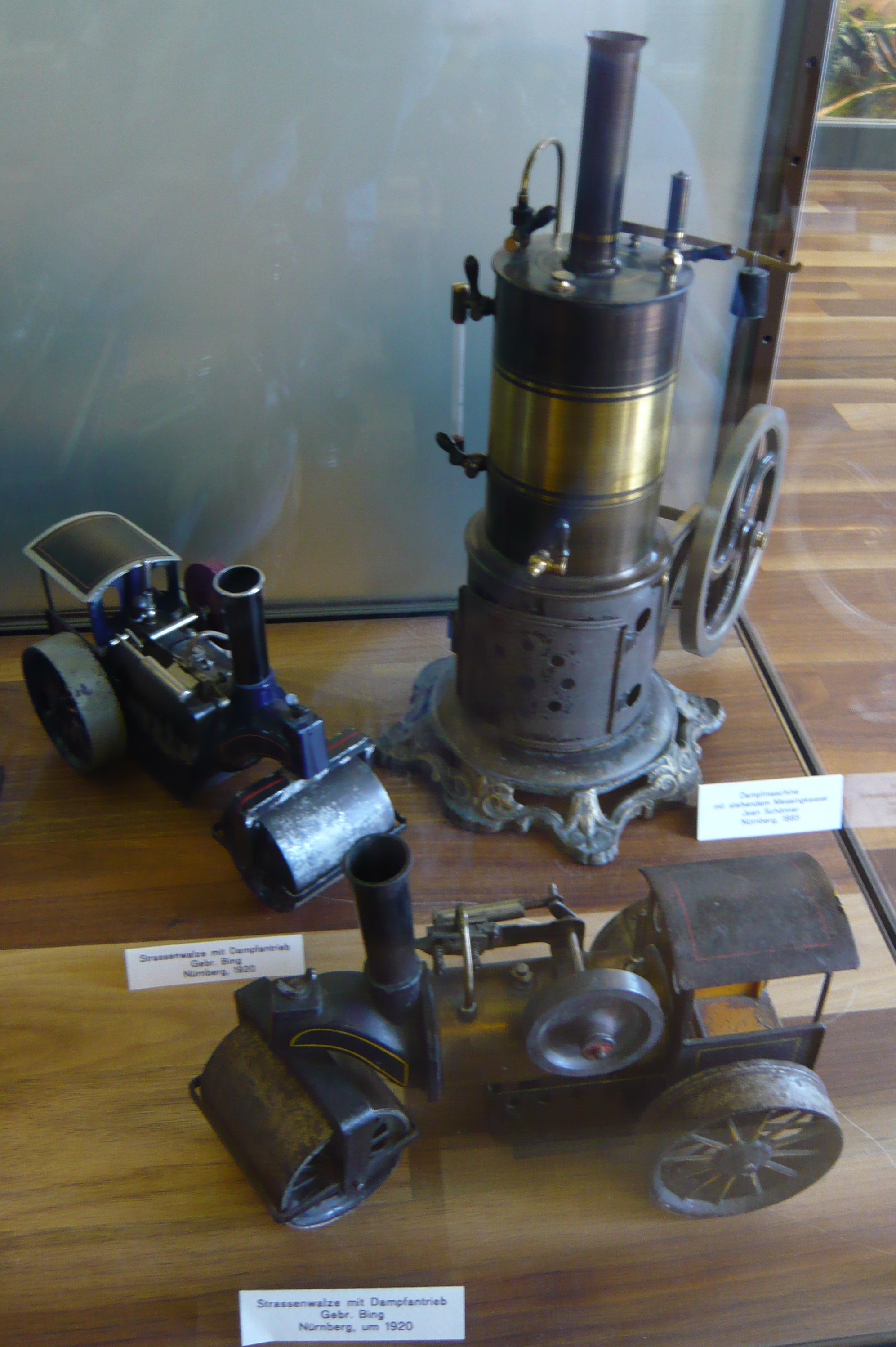
Zwei dampfbetriebene Straßenwalzen von Bing aus der Zeit um 1920 vor einer Dampfmaschine mit stehendem Messingkessel von Schönner
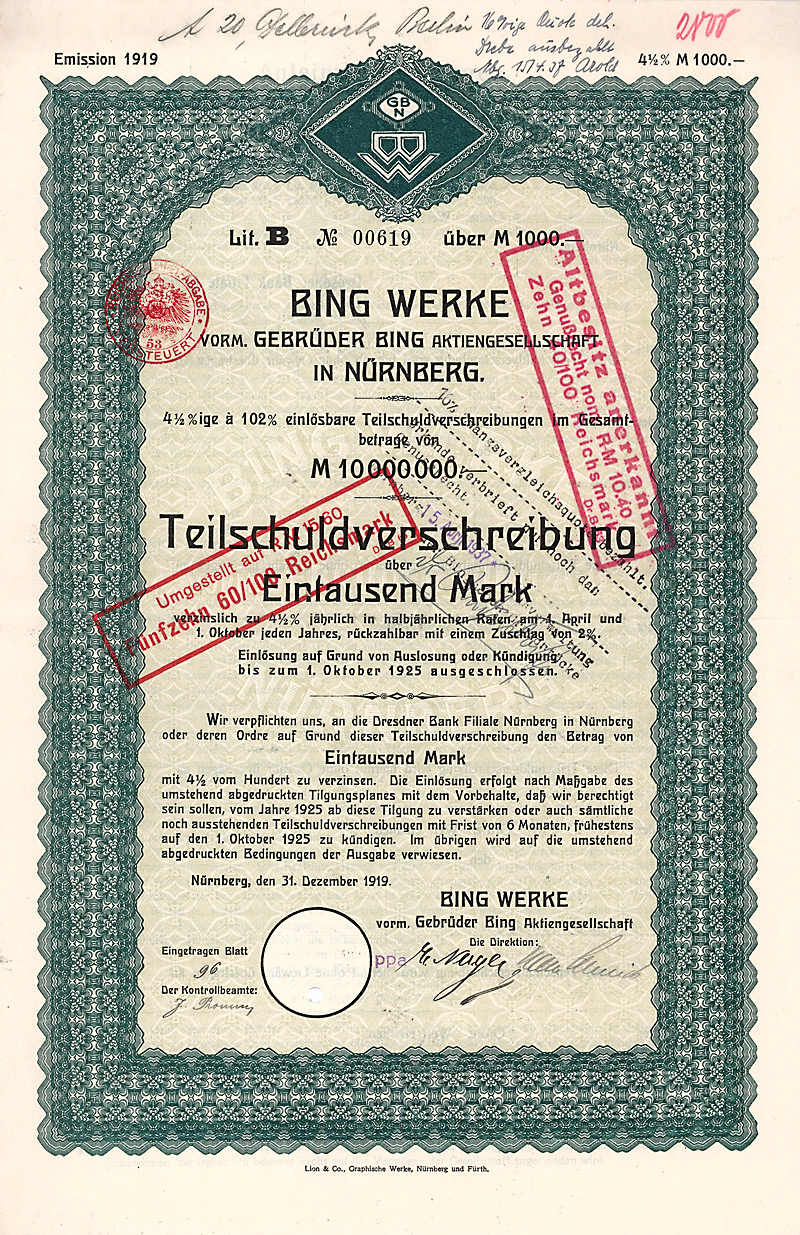
Teilschuldverschreibung über 1000 Mark der Bing Werke vorm. Gebrüder Bing vom 31. Dezember 1919
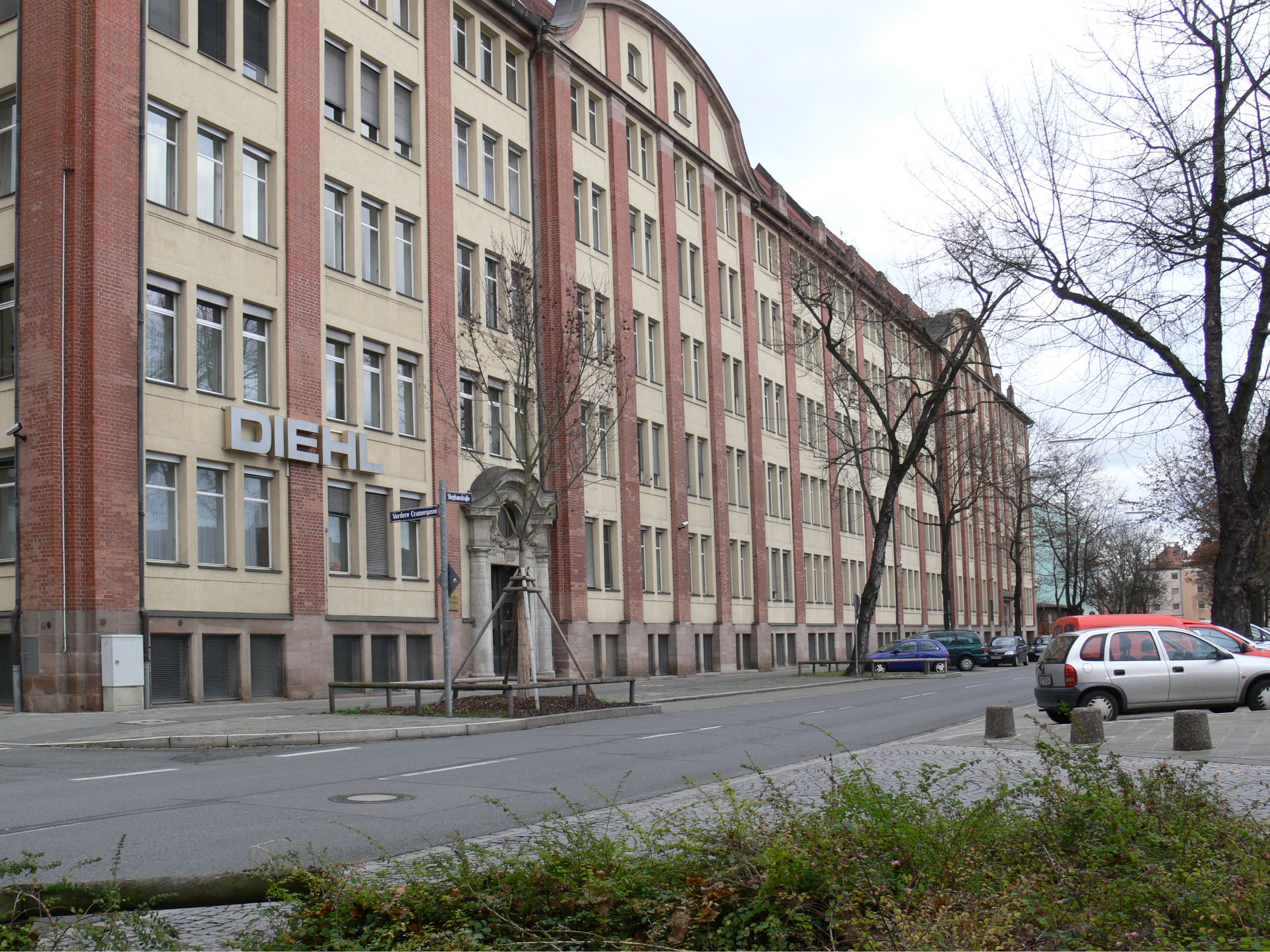
Das Fabrikgebäude von Bing in der Nürnberger Stephanstraße, inzwischen Sitz der Diehl Unternehmensgruppe

## Museum
Seit 2011 sind die Blechspielzeuge der Gebrüder Bing im Bing-Museum in Freinsheim ausgestellt.